# James Chadwick
James Chadwick (Cheshire, 20 de outubro de 1891 — Cambridge, 24 de julho de 1974) foi um físico britânico, colaborador de Ernest Rutherford.
Seu principal contributo para a ciência foi a prova da existência do nêutron. Por esta descoberta, foi-lhe atribuído o Nobel de Física em 1935.
Chadwick tornou-se professor de física na Universidade de Liverpool em 1935 e, durante a Segunda Guerra Mundial, integrou o Projeto Manhattan nos Estados Unidos, desenvolvendo as bombas atômicas lançadas sobre Hiroshima e Nagasaki.
Ingressou na Victoria University of Manchester em 1908 para estudar física, colaborando com Ernest Rutherford no estudo da emissão de raios gama. Em 1913, foi para a Universidade Técnica de Berlim, onde trabalhou com o físico alemão Hans Geiger, inventor do contador de radiação com o mesmo nome. Após a guerra, regressou ao Reino Unido e tornou-se professor do Gonville and Caius College, onde retomou as suas investigações no campo da radioactividade. No Laboratório Cavendish, em Cambridge, colaborou com Rutherford (que tinha observado experimentalmente a primeira reacção nuclear em 1919) e com ele produziu a desintegração artificial de diversos elementos, utilizando o bombardeamento com partículas alfa.
A principal contribuição de James Chadwick para o desenvolvimento da física ocorreu em 1932, data em que descobriu a partícula do núcleo atómico, que passou a ser conhecida por nêutron, devido ao facto de não ter carga elétrica. Pela sua descoberta, divulgada à comunidade científica na obra Possible Existence of Neutron, obteve em 1935 o Nobel de Física.
Foi também professor de física em Liverpool (1935-1948) e diretor do Gonville and Caius College (1948-1958), na Segunda Guerra Mundial esteve ligado ao projecto da bomba atómica, tendo sido conselheiro científico de Robert Oppenheimer, o diretor do Projeto Manhattan (projeto que levou à construção da bomba atómica) no Laboratório Nacional de Los Alamos, Estados Unidos.
As suas descobertas foram aceitas unanimemente na comunidade física da época e garantiram-lhe a atribuição de diversos prémios, honras e condecorações, entre os quais o Nobel de Física em 1935. Foi membro da Royal Society, Académie Royale de Belgique, Kongelige Danske Videnskabernes Selskab, Academia Real das Artes e Ciências dos Países Baixos, Academia de Ciências da Saxônia, Pontifícia Academia das Ciências, do Instituto Franklin; da American Philosophical Society e da American Physical Society. Como reconhecimento da importância dos seus trabalhos, foi-lhe atribuído o grau de Doutor Honoris Causa nas Universidades de Dublin, Leeds, Oxford, Birmingham, Montreal (McGill), Liverpool e Edinburgo.